# Dictée Éric-Fournier
Pour les articles homonymes, voir Fournier.
La Dictée Éric-Fournier est un projet étudiant de création et de diffusion de dictées originales dans le but de proposer des activités ludiques de perfectionnement en langue française pour les enseignantes et les enseignants. Le concept a été élaboré par Jean-Guillaume Dumont qui a amorcé le projet en août 2007 à l'Université du Québec à Montréal. Ce projet rend hommage à Éric Fournier, un étudiant en enseignement décédé durant son stage en enseignement, le 8 mars 2007, à l’âge de 22 ans.

## Les trois volets du projet

### Le site web

#### Dictées en ligne
Le site web de la Dictée Éric-Fournier propose de courtes dictées en ligne et des listes de 25 mots de vocabulaire. Elles sont publiées en alternance, sur un cycle hebdomadaire. Il existe environ de 200 dictées en ligne. Après avoir écouté et rédigé les dictées, les internautes peuvent consulter un corrigé. Ce corrigé indique en gras les pièges, c'est-à-dire les mots susceptibles de poser des difficultés. Pour expliquer ces pièges, le corrigé donne ensuite les définitions ou les règles grammaticales basées sur le contenu d'Antidote (logiciel).

#### Fil Twitter
La page d'accueil du site web de la Dictée Éric-Fournier intègre également un fil Twitter qui présente un anglicisme et un mot rare chaque jour.

### Le concoursCompose ta dictée Antidote!
Le concours Compose ta dictée Antidote ! convie les enseignantes et les enseignants, ainsi que leur relève à composer une courte dictée de 100 mots truffée de pièges variées. La dictée doit s'adresser à un public adulte. Les meilleures dictées reçues sont publiées dans la section Dictées en ligne du site web.

### La Grande Dictée Éric-Fournier
La Grande Dictée Éric-Fournier est un événement annuel en mars qui rassemble environ 300 personnes du milieu de l'enseignement. Le matin, les participantes et les participants tentent de rédiger un texte sans faute sous la dictée d'un lecteur invité, généralement une personnalité médiatique. En après-midi, ils assistent à une conférence ou à des ateliers relatifs au français. Durant cette période, une équipe de correctrices et de correcteurs bénévoles, sous la supervision d'un jury, assume la correction de toutes les copies afin d'être en mesure de les remettre à la fin de l'événement.
Trois prix d'excellence sont remis aux trois lauréats qui ont fait le moins de fautes. Ces prix sont accompagnés de bourses de 500$, 300$ et 200$. À la fin de l'événement, l'ensemble des participants et des bénévoles repartent avec un sac rempli de cadeaux (dictionnaires, livres, grammaires, romans, objets promotionnels).
Cet évènement est presque entièrement financé par des commanditaires.

## Éric Fournier
Éric Fournier était un étudiant en enseignement à l'UQAM qui s'est distingué par son engagement communautaire et estudiantin. Il était président de l'Association étudiante d'éducation préscolaire et d'enseignement primaire (AÉÉPEP) lorsqu'il est décédé durant son stage en enseignement, le 8 mars 2007, à l'âge de 22 ans.

## Prix et distinctions
- Prix Projet de l'année au gala reconnaissance des Services à la vie étudiante de l'UQAM[9], février 2008.
- Finaliste Forces Avenir[10], dans la catégorie Projet société, communication et éducation, novembre 2009.
- Finaliste à la Francofête de l'Office québécois de la langue française, dans la catégorie Mérites du français dans les technologies de l'information[9], mars 2011.

## Histoire

### 1reédition: 2007-2008
Le projet est né en août 2007. Son fondateur, Jean-Guillaume Dumont, rassemble une équipe d'étudiants en enseignement de l'Université du Québec à Montréal pour créer le site web et organiser la première édition de La Grande Dictée Éric-Fournier.
Le 8 mars 2008, la 1re édition de La Grande Dictée Éric-Fournier rassemble environ 80 participants et 30 bénévoles. Environ 7500$ en cadeaux et en bourses sont remis. La dictée est composée par Maxime Trudeau, étudiant à la maitrise et chargé de cours à l'UQAM, et lue par Louis Émond, auteur de nombreux livres et ancien enseignant.

### 2eédition: 2008-2009
Afin d'assurer la pérennité du projet, Jean-Guillaume Dumont cherche à le faire adopter par l'Association des étudiantes et des étudiants de la Faculté des sciences de l'éducation de l'UQAM (ADEESE-UQAM). Les activités de la Dictée Éric-Fournier sont intégrées à celles de l'ADEESE-UQAM.
Le concours Compose ta dictée Antidote! est créé à la fin de l'automne 2008.
Le 7 mars 2009, la 2e édition de La Grande Dictée Éric-Fournier rassemble environ 120 participants et 20 bénévoles. Environ 10 000$ en cadeaux et en bourses sont remis. La dictée est composée et lue par Guy Bertrand, premier conseiller linguistique de Radio-Canada.

### 3eédition: 2009-2010
Le 6 mars 2010, la 3e édition de La Grande Dictée Éric-Fournier rassemble environ 150 participants et 40 bénévoles. Environ 15 000$ en cadeaux et en bourses sont remis. La dictée est composée et lue par Jean Dion, chroniqueur au journal Le Devoir.

### 4eédition: 2010-2011
Le fil Twitter de la Dictée Éric-Fournier est créé afin d'offrir quotidiennement du nouveau contenu sur le site web.
Le 5 mars 2011, la 4e édition de La Grande Dictée Éric-Fournier rassemble environ 225 participants et 30 bénévoles. Environ 35 000$ en cadeaux et en bourses sont remis. La dictée est composée par Stéphanie Lafortune, étudiante à la maîtrise à l'UQAM, et lue par Biz de Loco Locass.

### 5eédition: 2011-2012
La 5e édition de La Grande Dictée Éric-Fournier aura lieu le 3 mars 2012.